# Bistum Primavera do Leste-Paranatinga
Das Bistum Primavera do Leste-Paranatinga ist eine in Brasilien gelegene römisch-katholische Diözese mit Sitz in Primavera do Leste im Bundesstaat Mato Grosso.

## Geschichte
Das Bistum Primavera do Leste-Paranatinga wurde am 25. Juni 2014 durch Papst Franziskus aus Gebietsabtretungen des aufgelösten Bistums Guiratinga und der aufgelösten Territorialprälatur Paranatinga errichtet und dem Erzbistum Cuiabá als Suffraganbistum unterstellt.

## Bischöfe von Primavera do Leste-Paranatinga
- Derek John Christopher Byrne SPS, 2014–2023
- João Aparecido Bergamasco SAC, seit 2023